# Bolvir
Bolvir es una localidad y municipio español de la provincia de Gerona, en la comunidad autónoma de Cataluña. Se encuentra situado  en la parte oriental de la comarca de la Baja Cerdaña, y cuenta con una población de 497 habitantes (INE 2024). Se ubica a 1148 m de altitud respecto del mar Mediterráneo, muy cerca de la frontera francesa y sobre terrenos que corresponden a laderas de las estribaciones pirenaicas, en una zona muy soleada a la que denominan La Solana. Hacia abajo, hacia el río Segre y en terrenos más suaves, radica otra pequeña parte del municipio denominada Talltorta. Predominan las segundas residencias en edificaciones con acabados de piedra y madera.

## Geografía
Integrado en la comarca de Cerdanya, se sitúa a 146 kilómetros de la capital provincial. El término municipal está atravesado por la carretera N-260 (Eje Pirenaico). El relieve del municipio es montañoso, por encontrarse en los Pirineos, si bien, el territorio se allana por el sur por la presencia del valle alto del río Segre. La altitud oscila entre los 1680 metros en el extremo noroccidental y los 1060 metros a orillas del río Segre. El pueblo se alza a 1109 metros sobre el nivel del mar. 
| Noroeste: Ger | Norte: Guils de Cerdanya   | Nordeste: Guils de Cerdanya    |
| Oeste: Ger    |                            | Este: Puigcerdá                |
| Suroeste: Ger | Sur: Fontanals de Cerdanya | Sureste: Fontanals de Cerdanya |

## Historia
La primera población de Bolvir se produjo durante la Edad de Bronce, hace unos 3500 años.
En el siglo II a. C. destaca el asentamiento ibérico de Castellot.
Posteriormente llegaron los romanos y se asentaron en el lugar debido al emplazamiento estratégico que ocupaba el poblado. Los íberos aceptaron a los romanos entre ellos, que trajeron nuevas leyes de comercio y de defensa. Además, ayudaron a mejorar la defensa estratégica y militar del asentamiento. Los romanos cada vez pedían más impuestos, madera de los árboles y hasta hielo de las montañas. Finalmente, los íberos se levantaron en armas contra los romanos, pero tuvieron que capitular. Terminaron por aceptar la romanización y abandonaron el poblado para establecerse en Julia Lybica (actual Llivia).
No fue hasta los siglos X-XI que los medievales por orden de los condes de Cerdaña ocuparon de nuevo la colina de Bolvir conocida como "El Castellot". Limpiaron el terreno de rocas y maleza y levantaron de nuevo un poblado con murallas y torres de defensa.
El documento más antiguo que se conserva que nombra Bolvir es del año 938. Entonces se lo conocía con el nombre de "Vulverri":
En el siglo X la iglesia parroquial de Bolvir, santa Cecilia, había sido una posesión del monasterio de San Miguel de Cuixá. La primera cita que se conserva es del siglo IX, concretamente del año 953, cuando el conde Sunifredo II de Cerdaña la cedió al monasterio de San Miguel de Cuixá. El hecho lo confirmó el papa Juan XIII en el 968 y fue reconocido en el 1268 en la concordia hecha entre el obispo de Urgel y el abad de Cuixá. La iglesia fue restaurada entre 1928 y 1929, y el frontal del altar, de entre los siglos siglo XII y siglo XIII, se conserva en el Museo Nacional de Arte de Cataluña.
La Torre de Bolvir está documentada a partir del siglo XIV y se trataba de una fortaleza. En el año 1233, la torre conocida como "forcia noviter facta apud Bolvir" fue destruida por la concordia entre Nunyó Sanç y el conde de Foix. En 1271, Galceran de Pinós, vendió los derechos sobre la alcaldía de Bolvir a P. de Rippa de Puigcerdá. En el año 1698 Bolvir seguía dentro de la jurisdicción del abad de Cuixá, y la torre fue reformada para vivienda.
El presbítero de Meranges, Guillem Pere, hizo construir la capilla de la Madre de Dios de la Esperanza en 1347. La lápida de mármol que se conserva en el interior era para la tumba de Guillem Pere, pero no se sabe si lo llegaron a enterrar allí, ya que en el año de su muerte la tumba estaba vacía. La capilla fue restaurada durante la década de 1930. El retablo gótico del siglo XV de dicha capilla se puede contemplar en la iglesia de santa Cecilia, donde se expone. En medio del retablo hay un nicho donde se reproduce la desaparecida imagen de la Virgen de Bolvir.
Entre Les Espiraltes y La Pleta de Bolvir se hallaba el poblado de Sallens, ya completamente desaparecido. Se cree que es el lugar donde se halla actualmente el Mas Sallens. Este tenía sus orígenes en plena consolidación de la corona de Aragón (aproximadamente el año 1150) y se tiene constancia hasta la última casa construida, el Mas Sallens, de 1789.
En la vertiente de la sierra de Baladora, por encima de Saga, se hallan los restos de Altajó, un poblado de la Baja Edad Media. Hoy en día todavía quedan unos pequeños muros de no más de medio metro de altura y se puede apreciar la planta de algunas habitaciones rectangulares. Actualmente pertenece al término municipal de Ger, aunque antiguamente pertenecía a Bolvir.

## Demografía
Bolvir cuenta con una población de 497 habitantes (INE 2024).
| Gráfica de evolución demográfica de Bolvir entre 1842 y 2021 |
| |
| Población de derecho según los censos de población del INE Población de hecho según los censos de población del INEEntre el censo de 1857 y el anterior, crece el término del municipio porque incorpora a Talltorta |

### Población por núcleos
Desglose de población según el Padrón Continuo por Unidad Poblacional del INE.
| Núcleos                   | Habitantes (2013) | Varones | Mujeres |
| ------------------------- | ----------------- | ------- | ------- |
| Bolvir                    | 244               | 129     | 115     |
| El Remei                  | 33                | 18      | 15      |
| La Corona                 | 2                 | 2       | 0       |
| La Ferratgeta             | 10                | 9       | 1       |
| La Pleta                  | 1                 | 1       | 0       |
| Les Espiraltes            | 10                | 3       | 7       |
| Raval del Castell         | 37                | 20      | 17      |
| Talltorta                 | 23                | 12      | 11      |
| Zona Residencial del Golf | 13                | 6       | 7       |

## Economía
Se basa en la agricultura, principalmente de cereales y la ganadería. Turismo y urbanizaciones de segunda residencia.

### Evolución de la deuda viva
El concepto de deuda viva contempla solo las deudas con cajas y bancos relativas a créditos financieros, valores de renta fija y préstamos o créditos transferidos a terceros, excluyéndose, por tanto, la deuda comercial.
| Gráfica de evolución de la deuda viva del ayuntamiento entre 2008 y 2014                             |
| |
| Deuda viva del ayuntamiento en miles de Euros según datos del Ministerio de Hacienda y Ad. Públicas. |

La deuda viva municipal por habitante en 2014 ascendía a 1616,62 €.

## Patrimonio

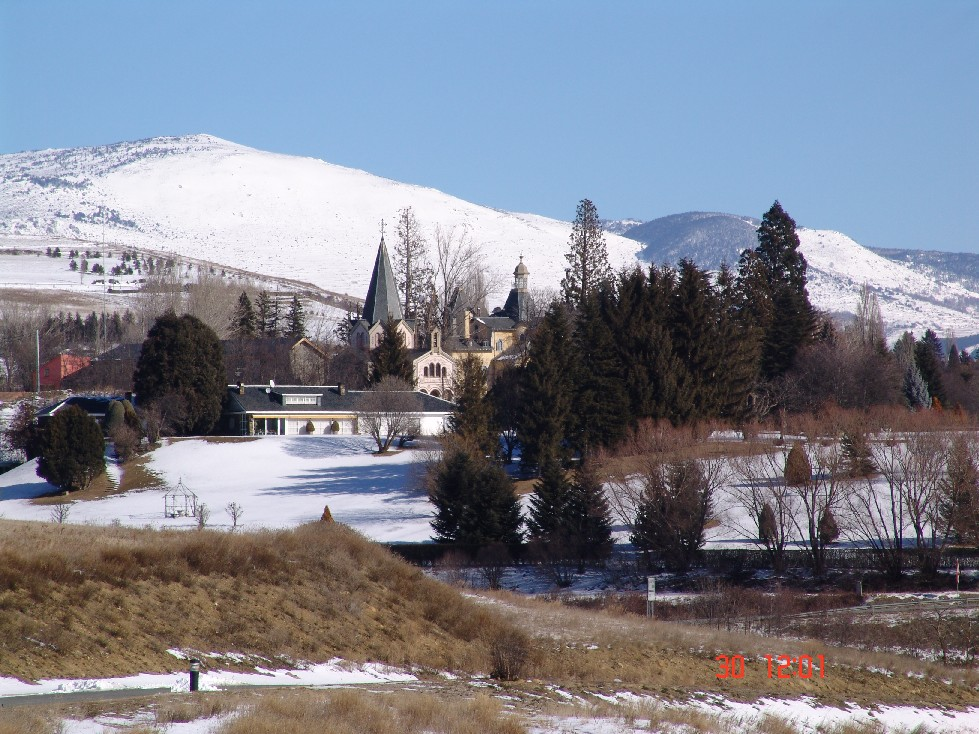
Vista desde la corona

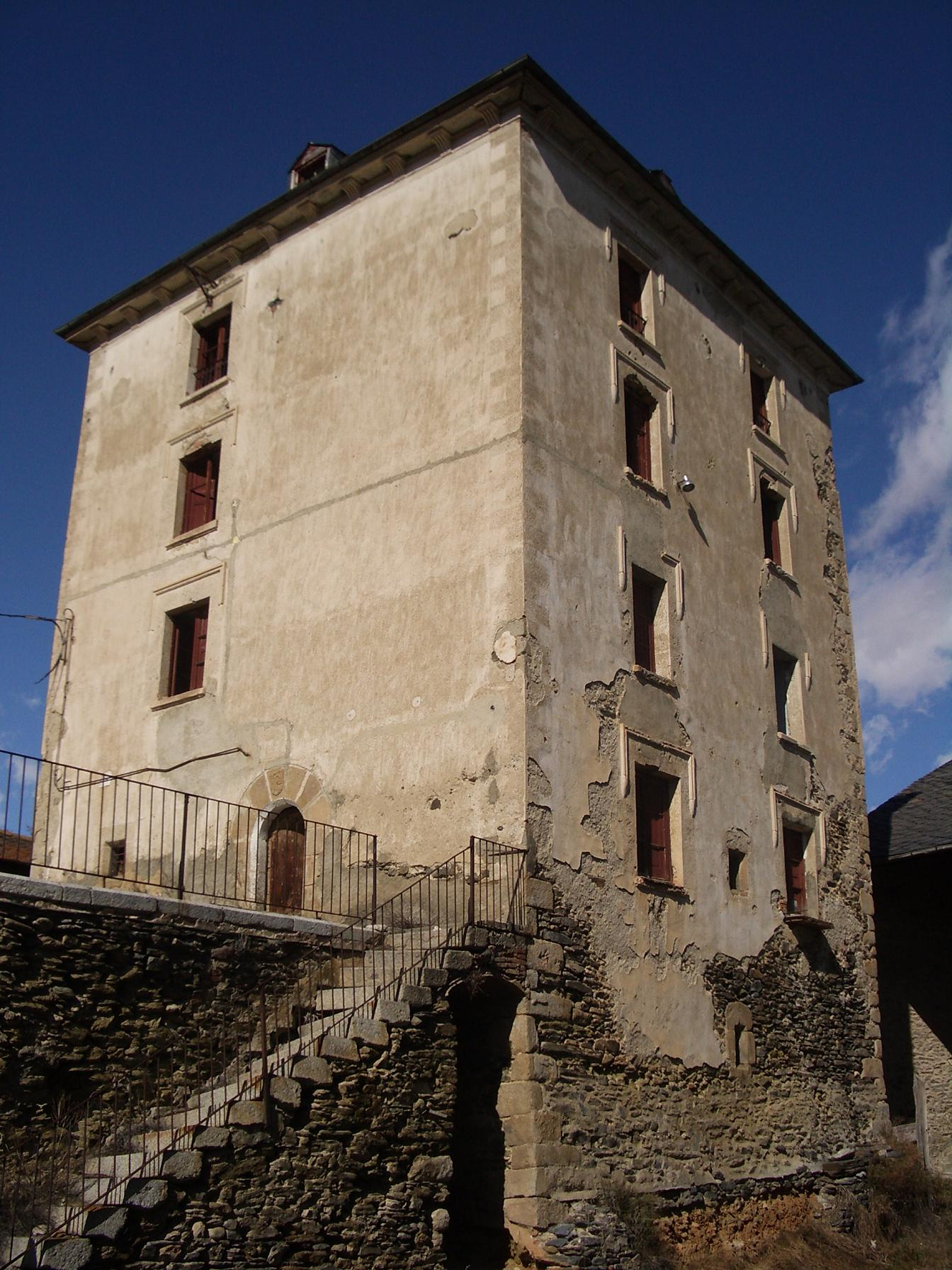
Torre de Bolvir

- Iglesia de Santa Cecilia de Bolvir: Románica.
- Capilla de la Esperanza: siglo XIV, con retablo del siglo XV.
- El Castellot: asentamiento íbero y ruinas del castillo medieval.